# Cunderdin
Cunderdin è una città situata nella regione di Wheatbelt, in Australia Occidentale; essa si trova 156 chilometri ad est di Perth ed è la sede della Contea di Cunderdin.

## Storia
La città venne fondata da Cherles Hunt nel 1864, in seguito allo spostamento verso est di allevamentoallevatori di pecore di Perth che cercavano nuovi terreni adatti al pascolo. Il nome con cui venne battezzato il nuovo insediamento deriva da una parola aborigena che secondo alcuni significa 'luogo dei bandicoot' mentre secondo altri significa 'luogo dei molti fiori', con riferimento alla primaverile fioritura del bush australiano. A partire dal 1884 la città si sviluppò ed aumentò di importanza, soprattutto grazie alla costruzione della ferrovia che la attraversava e che garantiva il commercio dei prodotti agricoli.